# Масуд ібн Ідріс
Масуд ібн Ідріс (араб. مسعود بن إدريس; д/н — 3 грудня 1630) — шаріф і емір Мекки в 1629-1630 роках.

## Життєпис
Походив з гілки правлячої династії Хасанідів — бану-катада. Син шаріфа Ідріса II. Про нього відомостей обмаль. Ймовірно 1624 року зразом з батьком залишив Мекку. Після смерті того в регіоні Джебель-Шаммар кочовував. 1628 року під час боротьби між шаріфом-еміром Мухсіном ібн Хусейном та Ахмадом ібн Абд аль-Муталібом увійшов до Мекки, де підняв повстання. Цим суттєво допоміг останньому, оскільки Мухсін невдовзі зрікся влади. Новим правителем став Ахмад. Але Масуд не отримав бажаного титулу співеміра. Натмоість невдовзі його прихильників стали переслідувати, тому Масуд втік.
1629 року після страти шаріфа-еміра Ахмада занаказом Кансу-паши, валі Ємену, повернувся до Мекки, де став новим шарфом і еміром. Втім фактична влада перебувала в валі, який також забирав до османської скарбниці усі митні збори з порту Джидда. В результаті влада шаріфа зійшла нанівець. Масуд ібн Ідріс помер у грудні 1630 року від сухот. Новим еміром став його стрийком Абдулла.